# Kara nagany
Kara nagany – najrzadziej stosowana i najłagodniejsza kara za wykroczenie. Nie wywołuje ona faktycznych skutków względem osoby ukaranej, ma na celu wyłącznie przywrócenie jej do porządku prawnego. Ukaranie naganą nie powoduje umieszczenia w Krajowym Rejestrze Karnym. Kary nagany nie można warunkowo zawiesić, tak jak innych kar orzekanych za wykroczenia, z wyjątkiem kary aresztu.

## Dopuszczalność orzekania nagany
Sąd może orzec karę nagany tylko wtedy, gdy ze względu na charakter i okoliczności popełnienia wykroczenia lub właściwości i warunki osobiste sprawcy należy przypuszczać, że zastosowanie tej kary jest wystarczające do wdrożenia go do poszanowania prawa i zasad współżycia społecznego.
Kary nagany nie można zastosować w stosunku do sprawcy wykroczenia o charakterze chuligańskim.
Praktycznie nie orzeka się kary nagany wobec osób wcześniej już karanych za wykroczenia lub przestępstwa, w szczególności podobne, gdyż stanowi to znaczną okoliczność obciążającą.
Kara nagany może zostać orzeczona także jako kara łagodniejszego rodzaju w warunkach nadzwyczajnego złagodzenia kary zgodnie z art. 39 § 1-2 kw.

## Postępowanie przed sądem w sprawie o wykroczenia, zatarcie ukarania
Kara nagany może zostać orzeczona zarówno w postępowaniu zwyczajnym, przyspieszonym oraz nakazowym, o ile nie zachodzą inne przyczyny wyłączające możliwość orzeczenia tej kary.
Środkiem podobnym do nagany, aczkolwiek stosowanym przez funkcjonariusza Policji albo innego uprawnionego organu (np. straży gminnej) na miejscu zdarzenia jest pouczenie (art. 41 kw).
Z powodów oczywistych niemożliwe jest orzeczenie nagany w drodze postępowania mandatowego, gdyż w tym trybie można nakładać wyłącznie grzywny za wykroczenia.
Zatarcie ukarania następuje po upływie 2 lat od ukarania, chyba że sprawca (obwiniony) po ukaraniu popełnił nowe wykroczenie (recydywa). W razie ponownego ukarania przed zatarciem ukarania, zatarcie pierwszego ukarania następuje z upływem 2 lat od wykonania, darowania albo od przedawnienia wykonania kary za nowe wykroczenie (art. 46 § 2 kw).